# Espacio proyectivo complejo
En matemáticas, se le llama espacio proyectivo complejo al espacio de las líneas complejas de Cn+1 que pasan por el origen. Normalmente se nota por P(Cn+1), Pn(C) o CPn
Constituye una variedad compleja compacta de dimensión compleja n definida identificando los puntos proporcionales de Cn+1-{0} mediante la siguiente relación de equivalencia:
{\displaystyle z\sim w\Leftrightarrow z=\lambda w\qquad \lambda \in \mathbb {C} -\{0\}\qquad z,w\in \mathbb {C} ^{n+1}-\{0\}}

## Topología
Sea {\displaystyle \pi :\mathbb {C} ^{n+1}-\{0\}\rightarrow \mathbb {C} P^{n}} la proyección que lleva cada z en su clase de equivalencia. Dotamos a CPn de la topología cociente, de modo que {\displaystyle U\subset \mathbb {C} P^{n}}es abierto si y sólo si {\displaystyle \pi ^{-1}(U)} lo es. Esta topología convierte a la proyección en una aplicación continua.
CPn es compacto y conexo
Para ello basta observar que es imagen por una aplicación continua de la esfera real S2n+1. En concreto por la composición de aplicaciones {\displaystyle \pi \circ i} dada por
{\displaystyle S^{2n+1}\longrightarrow \mathbb {C} ^{n+1}-\{0\}\longrightarrow \mathbb {C} P^{n}},
Esta aplicación es sobreyectiva pues toda línea pasa por un punto de S2n+1.

## Estructura compleja
Podemos construir un atlas mediante las cartas {\displaystyle (U_{i},\Phi _{i})} definidas por:
{\displaystyle U_{i}=\{[z]:z\in \mathbb {C} ^{n+1}-\{0\},z_{i}\neq 0\}\qquad \Phi _{i}([z])=({\frac {z_{0}}{z_{i}}},\cdots ,{\hat {\frac {z_{i}}{z_{i}}}},\cdots ,{\frac {z_{n}}{z_{i}}})}
donde por ^ debemos entender que no aparece la entrada correspondiente.
Si {\displaystyle z\in U_{i}\cap U_{j}} , se comprueba que el cambio de cartas {\displaystyle (\Phi _{j}\circ \Phi _{i}^{-1})} es holomorfo.

## Subespacios lineales de CPn
Toda inclusión del tipo Ck+1 → Cn+1 induce una inclusión entre los proyectivos correspondientes CPk → CPn. A la imagen de esta aplicación se le denomina subespacio lineal de CPn.
Si k = n-1, a la imagen de esta aplicación se le denomina hiperplano de CPn. Si k = 1, de su imagen se dice que es una línea del mismo.